# بیضا (طرطوس)
بیضا (به عربی: البیضاء)، روستایی در منطقه بانیاس در استان طرطوس در سوریه است. این روستا، ۵٬۷۸۳ نفر جمعیت دارد و ۱۴۸٫۷۴ متر بالاتر از سطح دریا واقع شده است.